# Фалалеев, Геннадий Васильевич
Генна́дий Васи́льевич Фалале́ев (19 июля 1938, Кировская область — 2 января 2003, Москва) — советский и российский инженер-строитель,
заместитель министра транспортного строительства СССР (1985), вице-президент Корпорации «Трансстрой» (1991).

## Биография
Родился 19 июля 1938 года в деревне Красногорье, Кумёнского района, Кировской области, РСФСР.
С отличием окончил в 1960 году Хабаровский институт инженеров железнодорожного транспорта (ХабИИЖТ, ныне Дальневосточный государственный университет путей сообщения) по специальности инженер путей сообщения — строитель.
Работал на различных должностях в системе Министерства транспортного строительства СССР: мастером, прорабом СМП-241 УС «Абаканстрой-путь» (1960—1964), главным инженером ГОРЕМ-13; главным инженером, начальником СМП-197 УС «Павлодарстройпуть» (1964—1971), начальником СМП-513, заместителем управляющего трестом «Мострансстрой» (1971—1974).
- С 1974 по 1979 год — управляющий трестом «Балттрансстрой».

- В 1979 году переведен на работу в центральный аппарат Минтрансстроя СССР начальником Главжелдорстроя Поволжья и Юга.

- С 1985 по 1991 год — заместитель министра транспортного строительства СССР.

- С 1991 по 2001 год — вице-президент Корпорации «Трансстрой» — начальник управления по чрезвычайным ситуациям и специальной работе.

Принимал непосредственное участие в строительстве новых ж.-д. линий, в том числе Масис—Нурпус, Иджеван—Раздан, Погромное—Пугачевск, Агрыз—Круглое поле, обходов Уфимского и Ростовского ж.-д. узлов, электрификации ж.-д. участков Вильнюс—Каунас, Дружинине—Черусти, Калининградского ж.-д. узла и ряда других строек.
Руководил работами по восстановлению и строительству транспортных объектов при ликвидации последствий аварии на Чернобыльской АЭС и Спитакского землетрясения в Армении. Осуществлял организацию ускоренного строительства ж.-д. линии Кизляр—Карлан-Юрт.
Умер 2 января 2003 года, похоронен на Троекуровском кладбище в Москве.

## Награды и звания
Награды:
- Орден Трудового Красного Знамени
- Орден Знак Почёта
- Орден Мужества[3]
- Орден Дружбы[4]

Почётные звания:
- Почётный строитель России
- Почётный транспортный строитель
- Почётный железнодорожник
- Почётный работник транспорта РФ
- Почётный работник транспорта Дагестана
- Академик Pоссийской Академии Транспорта